# 맛토역
맛토역(일본어: 松任駅)은 일본 이시카와현 하쿠산시에 있는 IR 이시카와 철도 IR 이시카와 철도선의 철도역이다. 하쿠산시와 맛토시가 합쳐지기 이전에는 맛토시에서 가장 규모가 큰 역이었다.
일부 특급 열차가 정차한다. 또한 맛토역에서 시발하여 가나자와역 방면으로 운행하는 열차가 평일에 2편, 토요일에 1편 설정되어 있다.

## 역 구조
2면 3선 구조의 지상역이다. 주위에 가나자와 종합 차량소 맛토 지소의 시설들이 있다. 호쿠리쿠 신칸센의 개통으로 선로 구조가 바뀜에 대비하여, 2011년 8월 8일부터 선상 역사의 사용을 개시했다.
가나자와역이 관리하는 직영역이다.

### 승강장
| 1 | ■ IR 이시카와 철도선 | 방면                   |                                 |                    |
| 1 | ■ IR 이시카와 철도선 | 상행                   | 후쿠이 · 오사카 · 마이바라      |                    |
| 2 | ■ IR 이시카와 철도선 | 상행                   | 후쿠이 · 오사카 · 마이바라 방면 | (대피 열차가 사용) |
| 2 | 하행                 | 가나자와 · 도야마 방면 | (대피·시발 열차가 사용)         |                    |
| 3 | ■ IR 이시카와 철도선 | 하행                   | 가나자와 · 도야마 방면          |                    |

## 역세권 정보
역사 남쪽 출구에 일본국유철도 D51형 증기기관차가 보존되어 있다.
- 맛토 성터 및 오카리야 공원

## 역사
- 1898년 4월 1일 - 관설철도 (뒷날의 일본국유철도) 호쿠리쿠 본선 고마쓰 역 ~ 가나자와 역 구간의 개통과 동시에 개업.
- 1987년 4월 1일 - 민영화에 따라 서일본 여객철도의 소속이 되었다.
- 2017년
  - 4월 1일: 자동 개찰 도입.[2]
  - 4월 15일: ICOCA 도입.[2]
- 2024년 3월 16일: 호쿠리쿠 신칸센 가나자와역 ~ 쓰루가역 연장 개통에 따라, IR 이시카와 철도로 이관됨.

## 인접역
| IR 이시카와 철도 ■ IR 이시카와 철도선 | IR 이시카와 철도 ■ IR 이시카와 철도선 | IR 이시카와 철도 ■ IR 이시카와 철도선 |
| ------------------------------------- | ------------------------------------- | ------------------------------------- |
| 니시맛토 다이쇼지 방면                | 보통                                  | 노노이치 도야마 방면                  |